# 郭啓宸
郭啟宸（17世紀—17世紀），福建漳州府海澄縣人，明朝、南明政治人物。

## 生平
郭啟宸是崇禎九年（1636年）的舉人，十三年（1640年）會試第十六名，成第三甲第一百二十五名進士，獲授興化知縣，選拔當地的貧窮士子，次年（1641年）轉任定海知縣，隆武年間累陞戶部福建司郎中，後事不詳。